# Ryōji Uehara
Ryōji Uehara (em japonês: 上原 良司; Uehara Ryōji, 27 de setembro de 1922 – 11 de maio de 1945) foi um capitão do Exército Imperial Japonês, membro da 56ª Unidade Shinbu do Corpo de Ataque Especial, morto em um ataque kamikaze em maio de 1945.
Uehara ganhou notoriedade pelo conteúdo de suas notas de suicídio — ou testamentos —, nas quais se declarou um liberal. Seus testamentos e memórias estão entre os escritos mais conhecidos pelos militares da história japonesa moderna, tendo sido publicados em muitos livros, tais como "Listen to the Voices of the Sea" e retratados em diversos filmes e documentários.

## Vida pessoal

### Antes do serviço militar
Uehara nasceu em Shichikimura, Kitaazumigun, prefeitura de Nagano, atualmente Ikeda. Terceiro filho de Toratarō Uehara, um médico, e de sua esposa Yoshie, ele cresceu em Ariake, anteriormente Hotaka, e atualmente Azumino. Ele frequentou a Escola Secundária de Ariake, de onde foi para a Escola Secundária Matsumoto.
A família Uehara, que herdou a Clínica de Ariake de um parente distante, era rica e permitia que seus filhos vivessem uma vida cercada de cultura. Eles tiravam fotos juntos no Rio Chibukawa, realizavam concursos de bravura entre as crianças da vizinhança no anexo de sua residência, jogavam tênis em seu espaçoso quintal, e geralmente iam esquiar ou escalar montanhas. Eles também apreciavam instrumentos musicais, sendo os dois filhos mais velhos particularmente talentosos com o violino, e Uehara com a gaita.
Provavelmente devido ao fato de seu avô ter sido um poeta que escrevia haiku, as crianças Uehara eram dotadas de talento literário, e também tinham o hábito de escrever: Uehara deixou para trás uma grande quantidade de escritos. Quando ele entrou na Escola Secundária Matsumoto, escreveu, "A primeira coisa que me surpreendeu quando cheguei a esta escola foi o espírito de auto-governança e a longa história, coisa que não se encontrava em outras escolas." Quando o novo prédio da escola foi finalizado, ele escreveu, "Nós costumávamos olhara para cima, para a torre do castelo, mas agora nos a desdenhamos. Ouça, torre do castelo, você não pode vencer o novo prédio da nossa escola." Entretanto, Uehara foi uma pessoa reservada e modesta, que não se destacava na escola. Ele também se interessava por pesquisa mineral e basquete, mas para os que estavam ao seu redor, ele passava uma impressão um pouco pomposa.
Em 1941, ele ingressou na escola preparatória da Universidade Keio e, em 1942, na Faculdade de Economia da instituição. Porém, durante seus anos de universidade, Ryōji se tornou fascinado com o filósofo italiano Benedetto Croce. Croce se opunha ao fascismo promovido por Benito Mussolini, e advogava o valor da liberdade, o que exerceu grande influência sobre Uehara. Particularmente, ele se tornou um grande fã do livro do filósofo e historiador japonês Goro Hani a respeito de Benedetto Croce, entitulado "Croce".

### Convocação

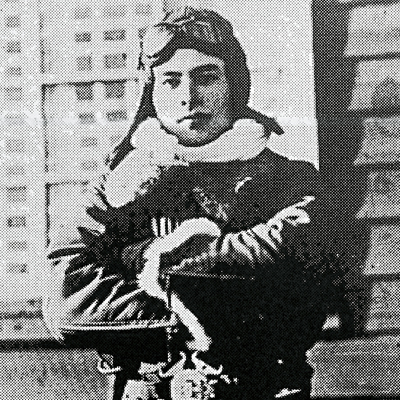
Uehara, durante treinamento no Campo de Aviação de Metabaru, na Prefeitura de Saga

Ryōji Uehara foi convocado pelo Exército Imperial Japonês em 1943. Sendo um liberal político que pouco simpatizava com as políticas praticadas por seu país durante a Segunda Guerra Mundial e com os políticos e militares que as estabeleciam, ele ainda assim se sentiu obrigado a morrer em sua defesa quando recebeu ordens de executar uma missão suicida, voando ao encontro de embarcações americanas na Baía de Katena, em Okinawa, em 11 de maio de 1945.
Ryōji escreveu diversas cartas detalhando seus pensamentos sobre o inimigo. Em suas reflexões iniciais, ele cita Sun Tzu, o estrategista militar chinês que viveu no Período das Primaveras e Outonos, que afirmava que "se você conhecer seu inimigo tão bem quanto conhece a si mesmo, você pode lutar cem batalhas e nunca se encontrar em crise".
Em outra reflexão, Ryōji se questiona: "No Japão atual, quantas pessoas de fato conhecem o inimigo, os Estados Unidos? Qualquer um que quiser saber algo sobre os Estados Unidos, que são um país livre, primeiramente terá que entender o que é o liberalismo". Ele acredita que os líderes políticos e militares do país "mentem para as massas ignorantes usando eloquência distorcida para convencê-las da forma correta de tratar os Estados Unidos". Em relação à Inglaterra, Uehara escreve que sua "esperança ambiciosa era ter vivido para ver sua amada terra natal — o Japão —  se tornar um império grandioso, tal como a Grã-Bretanha do passado".

## A última missão

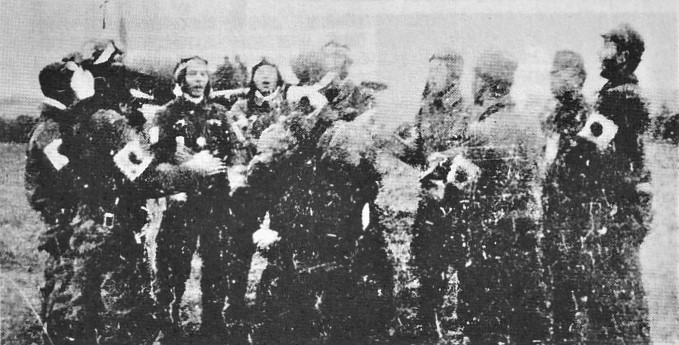
Membros das 55ª e 56ª Unidades Shinbu formam um círculo e cantam "Otoko Nara" antes de partirem em sua missão. Uehara é o terceiro, da esquerda para a direita.

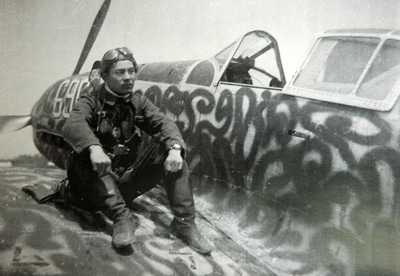
Uehara, sentado na asa do caça Ki-61 Hien, recebido na Base Aérea de Chofu.

Em 6 de maio de 1945, o primeiro grupo de soldados da 56ª Unidade Shinbu Shinbu, composto pelo Comandante Mototake Ikeda, e pelos colegas de turma de Uehara, os segundo-tenentes Norio Kaneko, Koyama Shinsuke e Shika Minoru, foram mortos em combate durante a Operação Kikusui 5.
 

Em 11 de maio de 1945, Ryōji Uehara recebeu ordens de integrar um ataque kamikaze, junto com seus também colegas de turma, os segundo-tenentes Yutaka Asakura e Eiji Kyotani. Às 06:00 da manhã daquele dia, Ryōji caminhou rumo à pista de Chiran, juntamente com os outros pilotos e, enquanto os engenheiros inspecionavam seus aviões Ki-61 Hien, se viraram em direção ao leste — a direção do Palácio Imperial de Tóquio —, e fizeram uma profunda reverência. Os homens se posicionaram em um círculo e começaram a cantar a canção "Se você é um homem" (em japonês: 男なら; Otoko nara), enquanto batiam palmas:
Se você é um homem
Não se arrependa desta vida passageira
O importante é a queda da flor e a coragem do homem
Deixe sua sorte ao vento
Se você é um homem

Apenas aja e caia.
Cinco minutos mais tarde, às 6:05 da manhã, cada piloto embarcou em seu Ki-61 Hien e decolou da Base Aérea de Chiran. Às 09:00 da manhã, conforme consta de uma carta enviada posteriormente à família pelas autoridades militares, o avião de Ryōji Uehara colidiu contra uma embarcação americana, muito possivelmente o USS Evans (DD-552). Naquele dia, pelo menos 104 aeronaves kamikaze haviam decolado de Chiran e de outros aeroportos em Quiuxu.

### Registros militares do ponto de vista americano

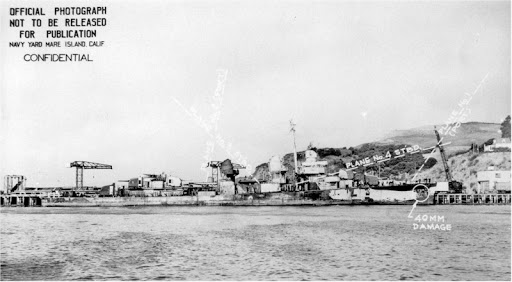
O contratorpedeiro USS Evans (DD-552) foi fortemente danificado após ser atingido pelo Hien de Uehara e outras aeronaves, enquanto ancorado na Ilha Male. As quatro linhas brancas pontilhadas indicam o local onde o kamikaze atingiu o navio,deixando-o danificado sem possibilidade de reparo.

De acordo com registros militares feitos pelos Estados Unidos, na manhã do dia 11 de maio de 1945, um grupo de aviões de pilotos kamikaze do Exército e da Marinha atravessou uma patrulha aérea de combate composta por diversas aeronaves F4U Corsair, atacando a estação do piquete de radar número 15, que consistia em dois contratorpedeiros, o USS Hugh W. Hadley (DD-774) e o USS Evans (DD-552), além de vários navios auxiliares. Neste grupo de aeronaves kamikaze estava o Ki-6 Hien pilotado por Uehara, aeronave cujo codinome militar dado pelos Estados Unidos era "Tony".
Três das aeronaves Ki-6 Hien pertenciam à 56ª Unidade, em que estava Ryōji Uehara, e outras três faziam parte da 55ª Unidade Shinbu. Porém, como a 55ª Unidade rumava para uma área diferente, é altamente provável que os Ki-6 Hien fossem da 56ª Unidade Shinbu, de Uehara.
Uma força conjunta de sete aeronaves Ki-61 e Ki-11 do Exército e da Marinha rumaram em direçao ao USS Evans, que já estava em meio a uma batalha com diversos outros aviões kamikaze. O primeiro Hien foi abatido pela artilharia antiaérea do Evans, mas caiu próximo da linha d'água, abrindo um grande buraco no lado de bombordo, e inundando a sala de sonar inferior e os alojamentos da tripulação na proa. Outro Hien se aproximou do Evans em um mergulho lento, mas foi abatido por um tiro direto do canhão principal do navio. Um terceiro kamikaze caiu no convés de ré em velocidade vertiginosa, espalhando os corpos da tripulação e soltando uma bomba na caldeira de popa e nas salas de máquinas, a última das quais explodiu, deixando a embarcação imóvel.
Em seguida, uma aeronave Hayabusa, também escapando dos F4U Corsair, surgiu acima do Evans, mergulhou, soltou uma bomba, e então colidiu contra a embarcação. A bomba penetrou no convés, explodindo dentro da sala da caldeira e destruindo-a. Outra aeronave Hayabusa também atingiu o Evans, já imobilizado, e causou um incêndio. Buscando proteger o USS Evans, os F4U Corsairs e os navios auxiliares se engajaram em batalha contra as aeronaves japonesas, e embora a embarcação estivesse meramente flutuando, nenhum outro ataque kamikaze a atingiu. Após a batalha, a tripulação do USS Evans se ocupou da prevenção de inundações e da extinção de incêndios por oito horas consecutivas, e encontrou os corpos de dois pilotos kamikaze nos destroços. Junto dos pilotos, cujas identidades não se determinou, foram encontrados um panfleto com diagramas de porta-aviões americanos, e um mapa da área de Quiuxu.
O USS Hugh W. Hadley (DD-774), que acompanhava o USS Evans, também foi atingido por um ataque de aviões kamikaze, incluindo Mitsubishi Zeros que transportavam bombas Ohka. Enquanto quatro aeronaves kamikaze atingiram o USS Evans, outras três atingiram o Hugh W. Hadley.  Embora nenhum dos navios tenha afundado graças ao corajoso controle de danos realizado pelos marinheiros americanos, ambos sofreram um total de 211 baixas, e acabaram desativados devido à extensão dos danos provocados. O capitão do USS Evans elogiou os ataques kamikaze japoneses naquele dia, declarando: "Os ataques kamikaze foram realizados em uma ampla área e foram bem coordenados. Mesmo com os dois contratorpedeiros atirando ferozmente, não foi possível lidar com eles."
Para escoltar os pilotos kamikazes, o Exército Imperial Japonês e a Marinha Imperial Japonesa enviaram 90 caças. Porém, a interceptação americana foi tão intensa que o 6º Exército Aéreo concluiu que a maioria dos kamikazes do Exército enviados naquele dia não tinham alcançado a frota inimiga.  Entretanto, a batalha também se mostrou bastante desafiadora para os americanos e suas aeronaves F4U Corsairs, que foram forçados a impedir os planos dos kamikazes conforme eles tentavam mergulhar, usando os aviões para suporte antiaéreo aos contratorpedeiros, depois que ambos, bastante danificados, esgotaram toda a munição disponível em suas metralhadoras.
Então, dois caças Mitsubishi A6M Zero, pilotados pelo tenente Seizō Yasunori e pelo segundo-tenente Kiyoshi Ogawa, romperam as defesas das aeronaves americanas e dos navios piquetes de radar e alcançaram o espaço aéreo acima da Força Tarefa 58, liderada pelo vice-almirante Marc Mitscher, que estava decolando de seus porta-aviões. Eles colidiram contra a principal embarcação de Mitscher, o porta-aviões Bunker Hill (CV-17), provocando grandes danos e causando um incêndio, o que resultou em 402 mortos ou desaparecidos, e 264 feridos. As 877 baixas sofridas somando-se os três navios americanos naquele dia — USS Evans, USS Hugh W. Hadley e USS Bunker Hill — representaram o número mais alto de mortes americanas causadas por ataques kamikaze em um único dia.  A Marinha dos Estados Unidos sofreu seu maior número de perdas até então na Operação Kikusui 5, na qual a 56ª Unidade Shinbu, na qual estava Uehara, atuou, e na operação seguinte, Kikusui 6. Uehara e a 56ª Unidade Shinbu lutaram contra a frota de radares de piquete da Força Tarefa 51.5, do comodoro comandante Frederick Moosbrugger, que perdeu três contratorpedeiros e três navios de piquete, e viu 12 outras embarcações severamente danificadas, com 540 americanos mortos e 590 feridos. Os aviões kamikaze que romperam as defesas danificaram o porta-aviões Bunker Hill e sua escolta, o USS Sangamon (CVE-26), provocando grandes danos. As baixas americanas chegaram a 2 274, incluindo os 579 mortos e os 564 feridos.

### Consequências
Naquele dia 11 de maio de 1945, cerca de 80 aeronaves kamikaze do Exército Imperial Japonês decolaram junto com Ryōji Uehara, mas muitos deles retornaram devido a problemas mecânicos. Entretanto, o avião de Uehara nunca retornou, ao invés disso colidindo contra a Força Tarefa americana estacionada na Base Aérea de Kadena, em Okinawa, onde ele supostamente morreu em combate, aos 22 anos de idade. Após sua morte, Ryōji Uehara recebeu uma promoção, se tornando Capitão.
O irmão mais velho de Ryōji, Yoshiharu, se tornou um cirurgião do exército após se formar na Escola de Medicina da Universidade Keio, e morreu de uma doença enquanto estava em um campo de prisioneiros de guerra em Burma, em setembro de 1945, logo após o término da guerra. Seu outro irmão Tatsuo, também se tornou um cirurgião, mas naval, depois de se formar da Escola de Medicina, e foi morto em ação quando tripulava o submarino japonês I-182 na costa de Nova Hébridas em setembro de 1943.  
Seus três irmãos perderam suas vidas na guerra. O pai deles, Toratarō Uehara, ficou profundamente entristecido e mandou esculpir bustos dos três filhos para lembrar-se de seus rostos. Sua irmã mais nova, Kiyoko, assumiu a Clínica de Ariake depois de casar com seu marido, que também era médico. 

## Testamentos

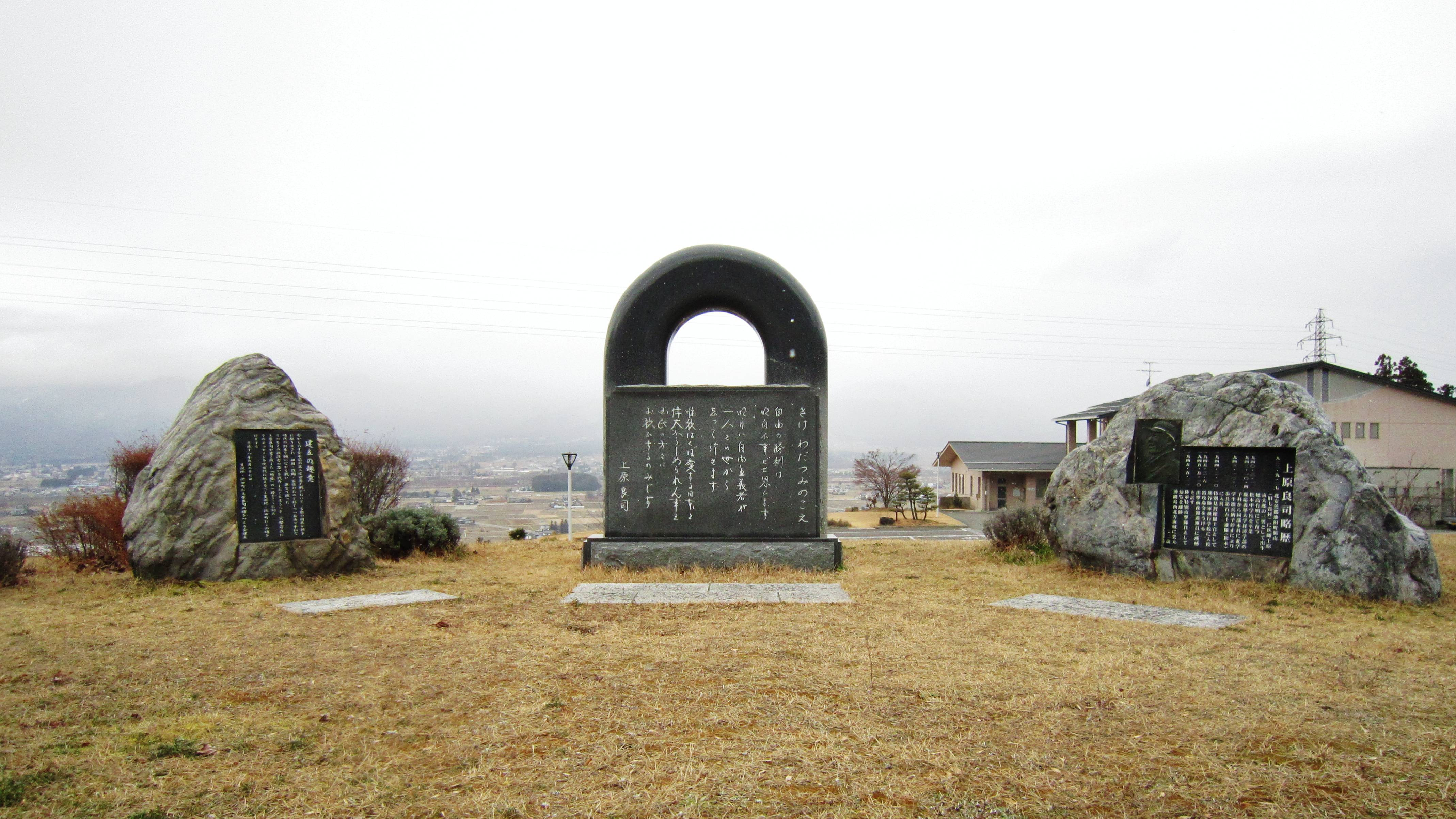
Monumento erguido em homenagem a Ryōji Uehara, em Ikeda, Azumino.

Ryōji Uehara se tornou conhecido principalmente por seus bilhetes de suicídio, também chamados testamentos, demonstrações de sua forte individualidade. Sendo um jovem com propensão para escrever, a ele são atribuídos três testamentos.

### Primeiro testamento
O primeiro testamento é um bilhete de suicídio que Ryōji Uehara escreveu a caneta, usando as folhas de guarda internas de sua cópia do livro "Croce", escrito pelo historiador japonês Hani Goro. Datado de 22 de setembro de 1943, dia em que Hideki Tojo anunciou em discurso no rádio que o adiamento do recrutamento de estudantes de artes liberais seria suspenso, o conteúdo completo possui os destinatários, "Queridos Pai e Mãe" e, nas folhas de guarda internas da capa traseira, estão os nomes de seu irmão mais velho, Yoshiharu, de seu irmão Tatsu, o segundo mais velho, de Kiyoko, irmã mais velha, de Toshie, sua irmã mais nova, de Sumiko, esposa de Yoshiharu, de Naoko, noiva de Tatsuo e de Aoki-san. Existe também uma outra passagem, onde os nomes dos senhores Hayashi e Shioka. respectivamente um parente distante com quem sua família tinha laços estreitos, e um vizinho, são mencionados.
Uehara mencionou estar "satisfeito" com sua morte em batalha pela causa da "liberdade da nação", e escreveu palavras de despedida para seus entes queridos. Acredita-se que ele tenha escrito suas mensagens no livro quando esteve em seu alojamento no bairro de Meguro, e depois o levou até a casa de seus pais, em Ariake, na província de Nagano, onde ficou escondido em um anexo do imóvel, dentro de uma gaveta de uma estante no segundo andar.

Uehara era apaixonado por uma mulher chamada Kyoko, que conheceu aos treze anos de idade, em uma cidade nas montanhas de Nagano. O pai da moça era militar, e ela ficou noiva de um de seus subordinados, casando-se com ele em agosto de 1943. Ao longo do livro escrito por Hani Goro, Ryōji circulou diversos hiragana e kanji com caneta vermelha que, quando agrupados, revelaram uma mensagem secreta escrita para seu amor: 
Adeus, minha amada Kyoko-chan. Eu te amei tanto; mas mesmo assim você já estava noiva, então foi muito doloroso para mim. Pensando apenas na sua felicidade, eu reprimi a vontade de sussurrar em seu ouvido que eu te amava. Eu ainda te amo.
Kyoko faleceu no inverno de 1943, vítima de tuberculose. Ryōji não soube da notícia até junho de 1944, quando escreveu em seu diário: "Eu também morri hoje."
Uehara mencionou a localização do livro a sua família no final do texto de seu segundo testamento, onde mencionou que "o livro está na gaveta direita da minha estante, no anexo. Caso não abra, por favor, abram a gaveta da esquerda e removam o prego para tirá-lo." Depois que Ryōji partiu em sua missão suicida, sua irmã Toshie descobriu tanto o livro, após receber instruções de seus pais, quanto o código oculto na "mensagem secreta".

### Segundo testamento
Um segundo testamento, no qual não está especificada nenhuma data, escrito a caneta em três folhas de papel colocadas dentro de um envelope foi deixado na casa dos pais de Ryōji, em Ariake. O envelope dizia "Bilhete de suicídio / para meus pais / de Ryōji". Provavelmente foi descoberto por alguém da família depois da partida de Ryōji, e antes da descoberta do primeiro testamento.
Em um cartão postal anterior, enviado de Chiran à sua irmã mais nova, Kiyoko Uehara, Uehara mencionou que "um testamento está dentro de um álbum de fotos da escola". Em uma carta endereçada a seus pais, datada de dois dias antes de sua surtida e encontrada pela família em 2018, ele também menciona que este "testamento está no álbum de fotos". Além disso, em um bilhete inserido dentro de um diário seu de 1943, havia menção sobre o primeiro testamento, que estaria em uma gaveta.
Neste segundo testamento, Uehara declarou: "Eu admirava o liberalismo porque pensei que fosse o único caminho pelo qual o Japão pudesse triunfar para sempre. A vitória claramente será do lado em que uma filosofia mais natural, baseada na natureza humana, prevaleça." Ele também tentou dar algum conforto a seus pais, que já haviam perdido um filho e, ele suspeitava, ficariam emocionalmente devastados após sua morte.
Ryōji também expressou profunda gratidão por seus pouco mais de vinte anos de vida, período em que pôde contar com o amor e apoio de sua família. Refletiu sobre seus momentos de egoísmo, e reconheceu ter sido uma fonte de preocupação para seus pais. Ele também contou a eles sobre sua experiência como piloto, dizendo que, embora fosse uma função em que a morte é uma constante, ele próprio não temia a morte, pois a encarava como um rito de passagem para que pudesse se reunir com seu irmão, Tatsu, no Céu.
Em seu segundo testamento, Ryōji ainda criticou o totalitarismo no Japão, e expressou sua crença no liberalismo como a verdadeira ideologia para a sobrevivência do país. Explicou que, conforme sua maneira de ver as coisas, a lealdade ao imperador e ao país eram uma forma de respeito, e pediu perdão por sua decisão de se sacrificar. E finalmente, refletiu sobre a futilidade da guerra e a inevitabilidade da morte, ressaltando que todos, independentemente do sucesso atual, enfrentarão o mesmo destino. Então se despediu de seus pais, irmãos e irmã.

### Terceiro testamento
Um terceiro testamento teria sido escrito por Ryōji a pedido de Toshiro Takagi, membro da equipe de imprensa do exército e, posteriormente, escritor de crônicas de guerra. Escrito com caneta em sete folhas de papel, o documento traz no topo o nome da unidade suicida, o posto ocupado por Ryōji, sua data de nascimento, seu endereço atual e alma mater, para, em seguida, trazer o texto principal, que ele intitulou "Meus Pensamentos". Embora o testamento não precise uma data, como menciona "na noite anterior ao ataque", acredita-se ter sido escrito na noite de 10 de maio de 1945.
Diz-se que este manuscrito foi entregue à família Uehara por Takagi antes do fim da guerra, mas a data exata não é clara.

No texto, ao refletir sobre seu destino, os pensamentos de Uehara conflitaram entre a honra de ser escolhido membro da Força de Ataque Especial e a sua crença sobre o que, de fato, era ser um piloto kamikaze. Ryōji endereçou seu testamento ao "povo japonês", ao invés de ao Estado, ou ao Imperador. O texto começou com estas palavras: "Estou extremamente honrado por ter sido escolhido como um glorioso piloto kamikaze por meu amado país". E então, continuou:
O autoritarismo e o totalitarismo podem triunfar por algum tempo, mas estão ambos destinados a serem derrotados. Meu desejo era de que meu amado Japão se tornasse um grande país, como o Império Britânico. Mas agora, tudo isso é em vão.
Os pilotos kamikaze são meras máquinas, sem qualquer personalidade, emoção ou razão. Seu único propósito é atacar o porta-aviões inimigo como uma partícula de ferro. É um ato suicida. Somente no Japão este "espírito" (em japonês: 大和魂; Yamato damashii) prevalece.